# 瓦尔特保卫萨拉热窝
《瓦尔特保卫萨拉热窝》是一部南斯拉夫彩色故事片，1972年出品。北京电影制片厂则于1973年译制了该片。

## 电影故事
1944年納粹德國开始两线溃败，德军试图把驻守巴尔干半岛的E集团军群20个师回撤以加强本土防御，然而装甲部队燃料需要从位于萨拉热窝的油库补给。德国党卫军上校冯·迪特里施负责执行燃料秘密运输的“劳费尔行动”。该行动是要把油料用偷梁换柱的方式，装载到运送伤员的列车里以混过游击队。游击队方面的领导人是近乎传奇的南斯拉夫人“瓦尔特”，此人神出鬼没，曾给德军造成无数损失，而且几乎没有人知道瓦尔特的真实身份和样貌。为了扫清这一障碍，德国人找来党卫军上尉，反游击战专家康德尔，康德尔在游击队女叛徒肖特的帮助下，冒充瓦尔特打入游击队组织内部，造成抵抗运动的混乱和重大损失，几乎抓到瓦尔特。瓦尔特逃脱后，使用“将计就计”的手段诱骗并消灭了肖特和假瓦尔特（康德尔），最终炸掉了运送燃料的火车，让“劳费尔行动”彻底宣告失败，失去动力的德军装甲部队变成盟军轰炸的固定靶。
因为保密，绝大多数游击队员都只知道此次破坏行动是由一个代号“皮劳特”的人领导。实际上，皮劳特就是瓦尔特本人。事件结束后，冯·迪特里施因“劳费尔行动”失败被调回柏林。继任者问他瓦尔特到底是谁，迪特里施指着萨拉热窝回答：“（你看到这座城市了吗？他就是瓦尔特!）”

## 创作人员
- 导演：哈伊鲁丁·克尔瓦瓦茨（1926年——1992年）
- 编剧：乔治·列波维奇、哈·克尔瓦瓦茨、莫莫·卡珀尔、萨沃·普列达
- 主要演员：
  - 瓦尔特（皮劳特）：巴塔·日沃伊诺维奇
  - 吉斯：留比沙·萨马尔季奇
  - 康德尔（假瓦尔特）：德拉哥米尔·保杨尼奇（英语：Dragomir Bojanić）
  - 马力士：伊戈尔·加洛
  - 钟表匠：马科维奇
  - 党卫军上校冯·迪特里施：汉约·哈塞（英语：Hannjo Hasse）

### 汉语译制
北京电影制片厂译制，导演凌子风
- 瓦尔特：鲁非
- 康德尔（假瓦尔特）：葛存壮
- 冯·迪特里施：胡曉光
- 吉斯：雷明
- 肖特（女叛徒）：蓝
- 马力士：李连生

## 影响
《瓦尔特保卫萨拉热窝》在中国反映极好，很多台词成了当时的人耳熟能详的话。比如暗号：“空气在颤抖，仿佛天空在燃烧。”“是啊，暴风雨就要来了。”（"Vazduh trepti, kao da nebo gori." "Sprema se oluja..."）
本片博扬·阿达米奇创作的主题音乐在中国知名度很高，之后在2011年被中国的电视连续剧《借枪》采用为片尾曲加配中文歌词。

## 瓦尔特其人
瓦尔特·佩里奇（1919年——1945年4月6日），塞尔维亚人，生于塞尔维亚，第二次世界大战期间萨拉热窝（今属波黑）的抵抗运动领导人。具有经济学学位，在1940年之前于萨拉热窝的一家银行工作。在此期间加入了南斯拉夫共产党，一直到1942年从事地下工作。1942年转移到解放区，作了营长。1943年奉命潜回萨拉热窝领导游击队。1945年4月6日在攻占萨拉热窝的战斗中被迫击炮击中身亡，从此成了萨拉热窝的象征。

## 幕后花絮
剧中瓦尔特的射击技能让观众印象深刻。瓦尔特能熟练有效地使用多种二战期间的德制轻武器，如MP40冲锋枪，MG42机关枪等杀伤德军，动作潇洒连贯。据中国中央电视台的采访，饰演瓦尔特的演员巴塔，现实生活中确是一名射击爱好者，业余经常去射击场练习射击技术。
与《瓦尔特》在中国大陆享有相似知名度的南斯拉夫电影《桥》，和《瓦尔特》具有非常相似的演员班底。《瓦》剧中的女叛徒肖特，在《桥》中也曾被怀疑是叛徒，不过最终证明了其忠诚性。
剧中来自纳粹德国的反派是民主德国（东德）的演员，当年民主德国同南斯拉夫是友好国家。
剧中的轻武器都是真实的战争文物 - 因为历史原因南斯拉夫保有大量纳粹时代的德制枪械，然而剧中的战车却是明显的穿帮 - 所谓的德军装甲师团，装备的全是苏式装甲车辆，例如T-34/85坦克和SU-85自行火炮车，用来模拟二战末期的德军装甲部队的阵容（对应德军的豹式坦克和StuG型自行火炮）。上述苏制坦克最容易辨识的特征是后部的双圆柱形油罐，这个特征是德国坦克所没有的。